# Perþo
| Perþo            | Perþo           | Perþo           | Perþo          | Perþo          | Perþo    | Perþo    |
| Nome             | Proto-germanico | Proto-germanico | Antico inglese | Antico inglese |          |          |
| ---------------- | --------------- | --------------- | -------------- | -------------- | -------- | -------- |
| Nome             | *Perþō (?)      | *Perþō (?)      | Peorð          | Peorð          |          |          |
| Significato      | ?               | ?               | ?              | ?              | ?        | ?        |
| Forma            | Fuþark antico   | Fuþark antico   | Fuþorc         | Fuþorc         |          |          |
| Forma            |                 |                 |                |                |          |          |
| Unicode          | ᛈ U+16C8        | ᛈ U+16C8        | ᛈ U+16C8       | ᛈ U+16C8       | ᛈ U+16C8 | ᛈ U+16C8 |
| Traslitterazione | p               | p               | p              | p              | p        | p        |
| Trascrizione     | p               | p               | p              | p              | p        | p        |
| IPA              | [p]             | [p]             | [p]            | [p]            | [p]      | [p]      |
| Ordine alfab.    | 14              | 14              | 14             | 14             | 14       | 14       |

*Perþo (di significato incerto) è il nome proto-germanico ricostruito della runa del Fuþark antico p (carattere Unicode ᛈ). Tale runa compare anche nel Fuþorc anglosassone e frisone con il nome di Peorð.
Questa runa compare per la prima volta nell'alfabeto Fuþark antico sulla pietra runica di Kylver (V secolo); il più antico esempio in un contesto linguistico è invece in Fuþorc, nelle iscrizioni sulle monete denominate Kent II, III e IV (su cui compaiono i nomi pada ed æpa/epa), risalenti all'VIII secolo. Sulla bara di Cutberto di Lindisfarne (698), la runa perþo viene utilizzata al posto della Π greca. Sul bastone di Westeremden (metà dell'VIII secolo) essa compare due volte: op hæmu ("a casa") e up duna ("sulla collina").
La runa perþo non esiste nel Fuþark recente, che esprime la /p/ con la runa bjarken (che esprime anche la /b/), come ad esempio sulla pietra runica di Skarpåker (Sö 154) risalente all'epoca vichinga, che riporta:
iarþ sal rifna uk ubhimin
per il norreno:
Jǫrð skal rifna ok upphiminn

## Poemi runici
La runa perþo è nominata solamente nel poema runico anglosassone con il nome di peorð:
| Poema runico: | Traduzione: |
| Antico inglese ᛈ Peorð byþ symble plega and hlehter wlancum [on middum], ðar wigan sittaþ on beorsele bliþe ætsomne. | Peorð è fonte di svago e divertimento per il grande, dove i guerrieri siedono gioiosamente insieme nella sala del banchetto. |

## Origine e significato
Dalla parola antico inglese peorð vengono ricostruite le forme proto-germaniche *perþō (la più comune), *perðu o *perþaz; tuttavia il significato di perþo non è noto, così come quello di peorð. Le molte incertezze riguardo alla storia, alle origini e al significato di tale runa sono conseguenza della rarità del fonema /p/ in proto-germanico, dovuta a sua volta alla rarità del fonema /b/ in proto-indoeuropeo.
La runa perþo è imparentata (come molte rune del Fuþark antico) alla corrispondente lettera dell'alfabeto gotico, ovvero la  (carattere Unicode 𐍀, basata sulla Π greca), chiamata pairþra in un manoscritto del IX secolo di Alcuino di York (Codex Vindobonensis 795); tuttavia anch'essa rimane di significato sconosciuto. Inoltre, essa sembra essere derivata da (o aver dato origine a) un'altra lettera gotica, la  (Unicode 𐌵, una Π rovesciata, che esprime il suono q), chiamata qairþra nello stesso manoscritto ed anch'essa di significato ignoto; non è chiaro quale delle due sia discendente dall'altra, tuttavia il Fuþark antico possiede la runa perþo ma non una runa per il suono q. È interessante notare che anche il Fuþorc possiede due rune simili, la peorð e la labiovelare cweorð (Unicode ᛢ), ma non sappiamo se una lettera corrispondente alla cweorð esistesse in gotico o se essa sia una creazione del IV secolo di Ulfila, perciò l'origine e la storia della runa perþo sono ancora un mistero.
Il nome proto-germanico potrebbe fare riferimento ad un pero (o ad un albero da frutto in generale); la parola proto-germanica per "pero" sarebbe *pera-trewô (*pera tuttavia sarebbe un prestito post-proto-germanico dal latino volgare pirum, pl. pira, di origine incerta; comunque, poiché il Fuþark antico stesso è post-proto-germanico, tale teoria è perfettamente plausibile, e chiarirebbe anche il significato della pairþra gotica). La teoria dell'albero da frutto è supportata dal significato della lettera ceirt dell'alfabeto ogamico, ovvero "melo": tale lettera potrebbe a sua volta essere stata un prestito dal proto-germanico all'irlandese arcaico.
Un'altra teoria (Looijenga, 1997) afferma che perþo sia una variante della runa berkanan, così come la lettera ogamica peith è derivata dalla beith.